# Abgig
Abgig (àrab: أبجيج, Abjīj) és un llogaret a la regió de l'Oasi del Faium, prop d'el Faium (Egipte) a la vall del Nil. S'hi va construir l'Obelisc de Senusret I durant la dinastia XII d'Egipte.